# Guanta (município)
Guanta é um município da Venezuela localizado no estado de Anzoátegui.
A capital do município é a cidade de Guanta.